# توماس وينشيب
توماس وينشيب (بالإنجليزية: Thomas Winship)‏ هو محرر أمريكي، ولد في 1 يوليو 1920، وتوفي في 14 مارس 2002.